# GR-282

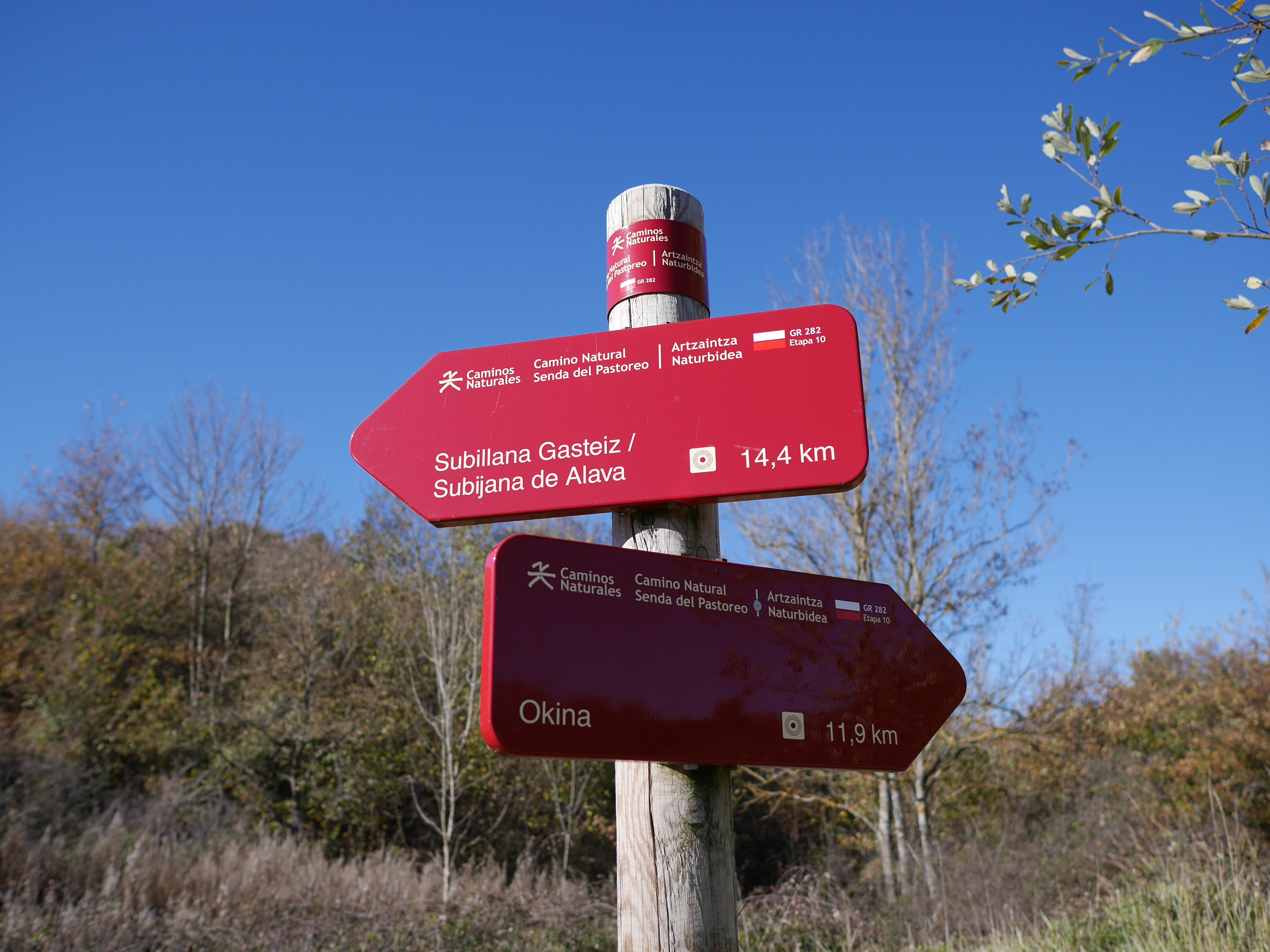
Poste indicador del GR-282

El GR-282, conocido también como Camino Natural Senda del Pastoreo, es un sendero de Gran Recorrido que transcurre por espacios naturales de Álava, Vizcaya, Guipúzcoa, Navarra y Castilla y León. El trazado de la senda recorre el anillo de montañas que se sitúa en la parte centro-meridional del País Vasco, junto con sus conexiones naturales hacia Burgos (Valle de Losa) y Navarra (sierras de Urbasa y Aralar). Se trata de un espacio singular por el excelente estado de conservación de su medio natural y de la entidad y gran diversidad de sus paisajes.
Este recorrido se encuentra dentro de la Red de Caminos Naturales del Ministerio de Agricultura, Pesca y Alimentación.